# بعد 28 عاما: معبد العظام (فلم)
بعد 28 عامًا: معبد العظام (بالإنجليزية: 28 Years Later: The Bone Temple) هو فيلم رعب وما بعد نهاية العالم قادم يُمثّل الجزء الرابع في سلسلة أفلام الرعب البريطانية الشهيرة التي بدأت بفيلم بعد 28 يوما (2002). الفيلم من إخراج نيا داكوستا وكتابة أليكس جارلاند، مبتكر السلسلة الأصلية.
يُعتبر هذا الفيلم تكملة مباشرة لفيلم بعد 28 عاما (2025)، وقد صُور الفيلمين بشكل متتالٍ ضمن خطة "ثلاثية جديدة" تهدف إلى إحياء السلسلة بعد انقطاع دام لأكثر من عقدين. يشارك في بطولة الفيلم آرون تايلور جونسون وجاك أوكونيل، ومن المقرر أن يُعرض في صالات السينما في 16 يناير 2026 عبر شركة سوني بيكتشرز.
يمهّد الفيلم الطريق نحو الجزء الأخير من ثلاثية "بعد 28 عاما" الذي يتم العمل عليه حاليًا.

## طاقم الممثلين
- آلفي وليامز في دور سبايك، ابن جيمي، المرتحل في البلاد
- آرون تايلور جونسون في دور جيمي، والد سبايك الذي يبحث عن ابنه
- جاك أوكونيل في دور السير جيمي كريستال، زعيم طائفة له ماضٍ مظلم.[3]
- إيما ليرد في دور جيميما.
- إيرين كيليمان في دور جيمي إنك
- رالف فاينس في دور الدكتور إيان كليسون
- كيليان مورفي في دور جيم

## إنتاج

### تطوير
وُرد في أبريل 2024 أن تكملة لفيلم بعد 28 عاما (2025) كانت قيد التطوير، مع إجراء نيا داكوستا محادثات لإخراج الفيلم، خلفًا لداني بويل، وعودة أليكس جارلاند لكتابة السيناريو. من خلال تقديم طلب حقوق الطبع والنشر في يونيو 2024، كُشف عن عنوان الفيلم ليكون "بعد 28 عاما: معبد العظام". في ديسمبر 2024، كشف آرون تايلور جونسون أنه سيعود للفيلم، قائلاً "لقد فعلنا واحدًا واثنين على التوالي".
أُنتج الفيلم بواسطة شركة كولومبيا بيكتشرز.

### التصوير
بدأ التصوير الرئيسي في 19 أغسطس 2024. وفي سبتمبر 2024، شُوهد كيليان مورفي أثناء التصوير في إينرديل، كمبريا مع طاقم عمل مرتبط بالفيلم.

## الإصدار
من المقرر صدور الفيلم في الولايات المتحدة بواسطة شركة سوني بيكتشرز في 16 يناير 2026.

## تكملة
أُعلن عن الفيلم كجزء من ثلاثية مخططة، حيث يعمل غارلاند ككاتب سيناريو لجميع الأفلام الثلاثة. وفي يناير 2025، أكد بويل أنه سيخرج الفيلم الأخير في الثلاثية.